# Početak dejstva
Početak dejstva leka je vremenski period koji proteče pre nego što lek počne da deluje. Pri oralnoj administraciji, to je tipično u opsegu od 20 minuta do preko jednog sata, u zavisnosti od leka. Pri primeni drugih metoda kao što su pušenje ili  početak dejstva može da traje od nekoliko sekundi do nekoliko minuta.